# 紀元前100年代
紀元前100年代（きげんぜんひゃくねんだい）は、西暦による紀元前109年から紀元前100年までの10年間を指す十年紀。

## できごと
- アラワク族がマルティニークに住み着いた。

### 紀元前108年
- 漢の武帝により衛氏朝鮮が滅ぼされる。その故地には楽浪郡、真番郡、臨屯郡、玄菟郡が設置される。

### 紀元前105年
- ユグルタ戦争の終結。

### 紀元前100年
- 紀元前100年の少し前に、スキタイがパルティアを侵略した[1]。

## 誕生
- 紀元前104年頃 - ガイウス・ユリウス・カエサル、共和政ローマの独裁官（+ 紀元前44年）